# Usain Bolt
Usain Bolt, jamajški atlet, tekač na kratke proge, * 21. avgust 1986, Sherwood Content, okrožje Trelawny, Jamajka. 
Je trenutni olimpijski in svetovni prvak v teku na 100 m in 200 m in svetovni rekorder v obeh disciplinah (9,58 s in 19,19 s). Njegovo ime in dosežki v teku na kratke proge so mu prinesli medijski nadimek »Lightning Bolt« (slovensko strela).

## Svetovni rekordi
Bolt je 16. avgusta 2009, v finalu drugega dne Svetovnega prvenstva v atletiki v Berlinu, po natanko letu dni izboljšal svoj svetovni rekord, ki ga je postavil na olimpijskih igrah v Pekingu leta 2008. Prejšnji rekord, 9,69 s, je v Berlinu izboljšal na 9,58 s. Z izboljšanjem za 0,11 s je to največja izboljšava svetovnega rekorda v teku na 100 m od začetka elektronskega merjenja časa. Štiri dni po finalu teka na 100 m je v finalu na 200 m postavil še en svetovni rekord, saj je prejšnji rekord 19,30 s izboljšal na 19,19 s pri vetru v prsa hitrosti 0,3 m/s.

## Zasebno
S partnerico Kasi Bennet ima 3 otroke, starejšo hči Olympio Lightning in dvojčka Sainta Lea ter Thunderja.